# Damaeus mitlsensillus
Damaeus mitlsensillus är en kvalsterart som först beskrevs av Palacios-Vargas 1984.  Damaeus mitlsensillus ingår i släktet Damaeus och familjen Damaeidae. Inga underarter finns listade i Catalogue of Life.